# Миха, Дор
Дор Миха (ивр. דור מיכה‎; 2 марта 1992, Гиватаим, Израиль) — израильский футболист, полузащитник клуба «Бейтар» (Иерусалим).

## Биография

### Клубная карьера
Является воспитанником футбольного клуба «Маккаби» (Тель-Авив), в котором выступает на протяжении всей профессиональной карьеры. За основной состав команды дебютировал 12 февраля 2011 года в матче 22-го тура с клубом «Хапоэль» (Рамат-Ган), в котором провёл на поле все 90 минут и отметился голом в концовке встречи, установив окончательный счёт 3:0. Начиная со следующего сезона Миха стал основным игроком команды. В составе «Маккаби» является обладателем Кубка Израиля, многократным чемпионом страны и обладателем Кубка Тото. На международном уровне дебютировал 14 июля 2011 года в матче второго отборочного раунда Лиги Европы против азербайджанского «Хазар-Ленкорань». В том сезоне «Маккаби» успешно прошёл квалификацию, но на групповой стадии занял последнее место в группе, набрав 2 очка, а сам Миха принял участие в 5 матчах и забил 1 гол. В дальнейшем неоднократно участвовал с клубом в групповом этапе Лиги Европы, но лишь однажды прошёл в плей-офф. В сезоне 2014/15 Миха вместе с клубом был участником группового этапа Лиги чемпионов, где сыграл в 4 матчах.

### Карьера в сборной
Впервые был вызван в сборную Израиля в мае 2016 года на товарищеским матч со сборной Сербии, однако на поле не вышел. Дебютировал за сборную спустя почти два года, 24 марта 2018 года, отыграв первый тайм в товарищеском матче против Румынии. Осенью того же года принял участие в одном матче сборной в рамках Лиги наций.

## Достижения
«Маккаби» Тель-Авив
- Чемпион Израиля (4): 2012/2013, 2013/2014, 2014/2015, 2018/2019
- Обладатель Кубка Израиля (1): 2014/2015
- Обладатель Кубка Тото (3): 2014/2015, 2017/2018, 2018/2019

## Личная жизнь
Его отец, Коби Миха, также был футболистом, выступал за «Маккаби» (Тель-Авив). Был вынужден завершить карьеру в 26 лет из-за травмы колена.